# 1980年代·1990年代JR時間表修正
1980年代·1990年代JR時間表修正（日语：／）是指1980年代至1990年代之間，在JR集團內路線中實施的時間表修正。
有關JR在國鐵分割民營化前，其集團前身日本國有鐵道於同年代實施的時間表修正，請參閱1976年-1987年國鐵時間表修正。

## 1987年（昭和62年）
在10月2日，由於進行瀨戶大橋線工程，予讚本線（當時的稱呼）宇多津站被遷移，同時該線的坂出站至多度津站之間電氣化。高松站至觀音寺站、琴平站之間的普通列車大部分列車均使用電氣化列車運行。

## 1988年（昭和63年）
在分割民營化當初，由於確保各JR公司列車運行的穩定性，因此沒有實行全國性規模的時間表修正。在本年3月13日的青函隧道，和4月10日的瀨戶大橋啟用，使JR集團7間公司的路軌連接在一起，並實施在JR成立後首個時間表修正。以「一本列島」作為標語，代表JR集團路軌連接在一起。在各JR公司實施了時間表修正。
以下各JR公司將會使用簡稱，並省略「JR」兩字，例如「東海旅客鐵道」會使用「東海」作簡稱。

### 7月6日
在東日本的山手線的列車中，103系更換為205系的工程完成，隨即實施時間表修正。
同時在東日本路線中，啟用了數個新車站，包括同年6月20日的水戶線玉戶站、大和站，8月6日的常磐線逢隈站。

### 7月16日
在西日本的福知山地區實施時間表修正。
第三部門的宮福鐵道（福知山站至宮津站之間。現時為京都丹後鐵道宮福線）開業，來往大阪站至天橋立站之間的特急「高貴丹後」、急行「宮津」開始運行，京都、大阪方向來往丹後方向的列車有所改善。

### 9月1日
九州上山田線廢止，轉為巴士服務。

### 9月19日
在北海道中，從6月9日再次復活的青函連絡船在昨日（9月18日）正式終止，該航線正式廢止，結束了80年的歷史。

### 10月1日
在西日本中，北陸本線明峰站啟用。

### 10月25日
在東日本中，長井線轉讓至山形鐵道（花長井線）。

### 11月3日
在北海道中，隨著札幌站周邊正在進行高架化工程，札幌站至苗穗站之間成為四線鐵路，並隨即實施時間表修正。
急行「宗谷」和「天北」的使用車輛由14系轉為KiHa400系。
在札幌都市圏的路線中，721系投入服務。
根室本線的新大樂毛站啟用。
特急「丁香」、「鄂霍次克」的行駛所需時間縮短。
特急「超級白箭」所有列車均停深川站。

### 12月1日
東日本實施時間表修正。
京葉線延長至新木場站。之前只有貨物列車運行的千葉港站至蘇我站區間開始旅客運輸服務。在京葉線運行形態中，本來由西船橋站至千葉港站之間變更為新木場站至蘇我站之間，武蔵野線的列車經西船橋站直通至南船橋站（部分列車為新習志野站）或新木場站。延長後新設新木場、葛西臨海公園、舞濱、新浦安、市川鹽濱、二俁新町各站，特別在舞濱站是建設在東京迪士尼樂園附近。
在中央快速線中，於國分寺站新設待避線，使中央線快速的時間表大幅改變。特別快速分為來往高尾站、大月站的「中央特快」與直通青梅線的「青梅特快」，「中央特快」停國分寺站。
在橫濱線中，引入205系服務。(開始運行日為9月22日)
在修正前後有新站啟用。在改正當日，小海線美里站啟用，在11月18日，仙山線東照宮站，在12月17日，高崎線北上尾站啟用。

### 12月4日
西日本的湖西線小野站啟用。

## 1989年（平成元年）

### 3月11日
在平成時代中首次實施時間表修正。
新幹線
東海道・山陽新幹線中使用100系開始運行「Grand光」。東海道區間的「木靈」班次陸續以16卡編成運行，在該區間走的「光」大幅改用100系G編成。此外，在早上和晩上來往西明石站的「光」延長至來往姬路站。
在來線特急、急行
JR東日本中，開始使用新製的651系行走常磐線特急「超級常陸」。此外，田澤湖線特急「田澤湖」增加1往返班次（盛岡站至秋田站之間）至14往返班次，所有列車通常的編成數由3卡增至5卡。
JR東海中，開始使用新製的KiHa85系行走特急「飛驒」，使班次大幅提速。
JR西日本中，新設特急「超級雷鳥」和「高貴鳥取」（由原來特急「北近畿」列車延長至鳥取站）。
JR四國中，引入世界首架擺式柴油列車2000系柴油列車試行編成「TSE」，行走臨時特急「南風51、52號」和「四萬十51、52號」。
JR九州中，開始使用國鐵時代改造的柴油列車行走特急「由布院之森」。此外，開始783系行走特急「鷗」。
在「超級常陸」、「超級雷鳥」是首對在在來線中，以最高速度130km運行的列車。在來線中，上一次更新記錄是在20年半前的「4·3·10」（1968年10月1日時間表修正），當時記錄是120km。
繼續削減急行列車班次。當中，從大阪站經姬新線往津山方向的急行「三朝」與「美作」廢止。在其他列車均升級為特急列車。九州「蝦野」延長運輸，把現有的列車提升車輛設備。
臥鋪特急（藍色列車）的臥車引入獨立房間。「北斗星」把1往返（3・4號）班次升級為定期列車，獨立房間的比率大幅提高。「隼」、「富士」、「北陸」設置A臥鋪獨立房間（豪華單人房只限於「北陸」）和B臥鋪獨立房間「Soro」。
普通、快速
東日本
在首都圈的東海道線東京站至熱海站之間新設快速「Acty」，中距離電車的快速列車大幅加班。增加211系在東海道線上行走，並在該線中新設2層高的綠色車廂。
在京濱東北線、根岸線、中央·總武線各站停車、埼京線、川越線（大宮站至川越站之間）、南武線中引入205系。此外，橫濱線的103系引退，統一使用205系。
在3月29日，足尾線轉讓至渡良瀨溪谷鐵道（渡良瀨溪谷線）。
東海
在東海道線名古屋地區，來往蒲郡站至大垣站之間的新快速開始運行。
關西本線中，引入213系，以換替165系。此外，名古屋站至四日市站之間日間普通列車加班。
在高山線、太多線、三重地區中，引入可一人控制的KiHa11形。
西日本
在近畿地區都市網絡中，引入221系。新快速在早上和晩間加班，往大阪的尾班車延遲至晚上11時。所有列車延長至米原站，在日間時段中，每小時來往米原站設有2班，來往草津站設有1班，直通至湖西線設有1班。在JR神戶線早上繁忙時間，從姬路出發往大阪方向的外側快速列車會在東加古川站和蘆屋站等待新快速通過。草津線的客車普通列車與來往彥根站的柴油列車廢止。開設從湖西線、草津線直通至大阪站的快速列車。
嵯峨野線では翌年の電化に先立って嵯峨駅（現在の嵯峨嵐山駅） - 馬堀駅の複線化が行われ、京都駅 - 亀岡駅間の普通列車の1時間の本数が3本に増発された。
JR寶塚線在日間加設快速列車，在早晩開設來往新大阪站的列車。
學研都市線長尾站至木津站之間電氣化，快速列車中，每小時增加至日間3班，黃昏4班列車。往木津站的103系3卡編成分割運行。
在大和路線中，日間時段直通至大阪環狀線的快速名為「大和路快速」。在黃昏後新設直通至大阪環狀線的「區間快速」（大阪環狀線內各站停車），大阪環狀線的直通班次尾班車延長至晚上11時。在奈良線中，日間每小時的班次數目增至2班。
在阪和線中，日間增加快速班次，並於日根野站折返。
當日，嵯峨野線太秦站、學研都市線松井山手站、和歌山線玉手站啟用。
岡山地區中，新設快速「太陽快車」。
九州
引入811系，鹿兒島本線（小倉站至博多站至大牟田站）的快速列車班次加班。當日在九州中，鹿兒島本線、香椎線、筑豐本線、日田彥山線、大村線、豐肥本線、三角線、日豐本線中14個車站啟用，鹿兒島本線的白木原站改名為大野城站。
在4月28日，高千穗線轉讓至高千穗鐵道（現時已廢止）。
在4月1日，由於引入消費税，各JR公司的車費和費用有所修定。

### 5月1日
北海道實施時間表修正。
名寄本線與天北線廢止（均轉為巴士服務），急行「天北」改經宗谷本線並編入至「宗谷」。此外，根室本線的急行「納沙布」降級成為快速列車。在前日4月30日，標津線廢止。

### 7月9日
東海中以名古屋地區為主，實施大幅度的時間表修正。
金山綜合站（金山站）啟用，東海道線、中央本線的快速和普通所有列車停站。繼前次的時間表修正新登場的新快速中，引入311系，使班次大幅提速。另外增加來往米原站和濱松站的直通列車班次。
由於金山綜合站啟用的關係，也在該處設站的名鐵也實施大規模時間表修正。該時間表修正也為當年於名古屋市舉行的『世界設計博覽會』作好準備。

### 7月22日
西日本、四國實施時間表修正。
JR西日本
「超級黑潮」開始使用381系的改造車。同時，新設了天王寺站內的關西本線與阪和線之連絡線，部分「黑潮」經梅田貨物線前往新大阪站或京都站。在這次的修正中，紀勢本線的新宮站至和歌山站之間，除了特急「南紀」外，列車編號與特急編號的上下行逆轉。「上行」往白濱、新宮方向為單數號碼，「下行」往和歌山、天王寺方向為雙數號碼，與阪和線看齊。
本線系統設有100輛221系。大和路線設有72輛，均行走至和歌山線五條站。隨後在11月，221系均行走至近江舞子站、上郡站與備前片上站。
在8月11日，山陽本線（廣島地區）中野東站、阿品站啟用。
JR四國（包括由JR西日本營運的宇野線和瀨戶大橋線）
實施大規模時間表修正，予讃線的急行「伊予」、土讚線急行「土佐」，均升級至來往岡山站特急「潮風」、「南風」。來往岡山站的特急增加班次，同時開始設有於多度津站併結與分離列車的作業。在高松站至多度津站之間開設特急接駁快速「接力號」（「Sunport」的前身）。在多度津站轉乘特急的時間表改善。引入轉乘費用制度（只限於四國島內的列車及特急費用）。此外，高德線來往岡山站的特急「渦潮」班次中，新設指定席車廂。

### 10月1日
九州中，伊田線、糸田線、田川線轉讓至平成筑豐鐵道，湯前線轉讓至球磨川鐵道。

### 11月11日
在這個「1並」之日，西日本大阪市內關西本線（大和路線）的東部市場前站啟用。

### 12月23日
九州中，宮田線廢止，轉為巴士服務。

## 1990年（平成2年）

### 3月10日
除四國外實施時間表修正。
北海道
由於再會在夏季進行修正，進行小規模修正，特急「北斗」的停車站進行變更，以及從札幌首班車2號的出發時間提早1小時至早上7時，部分特急的時間表變更。
東日本
上越新幹線部分「朝日」下行列車在連續落斜路段以275km/h運行（當到達275km/h會啟用列車自動控制系統 (ATC) ，強制開啟制動系統減速，因此實際上與東海道・山陽新幹線相同，使用270 km/h 運行）。直至1997年（平成9年），500系「希望」登場時才更新日本設錄。
東北新幹線栗駒高原站啟用。
在來線中，快捷式的「常陸」改用651系，釜石線急行「陸中」的2往返班次改用KiHa110系。此外使用485系運行「常陸」所有班次均只連結普通車。
東北本線中，特急初雁的1往返班次延伸至函館站，使來往函館的班次增至3往返班次。
在東海道本線中引入251系，開始運行特急「超景踴子號」（4月28日起。當日前只有185系「踴子」號運行）。
在北上線中引入KiHa100系。
在仙台地區中引入首輛由東日本開發的交流形電動列車719系。
在磐越西線中，455系的Kuha455-44改造成Kuroha455-1，並運行快速「磐梯」（Kuroha455-1是綠色車廂車指定席與普通車指定席）。
首都圈地區的京葉線全線開業，引入205系並運行新設的快速班次。在繁忙時間中，新設直通列車前往外房線和內房線。
東北本線上野站至黑磯站之間加設別名「宇都宮線」。宇都宮線黃昏的快速「Swift」改變類別為通勤快速，在高崎線黃昏的快速「Town」改變類別為通勤快速。
由於新特急「那須野」客量減少與變更為快速「白兔」的關係，削減1往返班次。使用新前橋電車區185系來往上野站的班次改為使用田町電車區185系來往新宿站班次。車輛編成中，綠色車廂的位置（7卡編成的班次中，為6號和4號車廂）也變更。
東海
以高山本線特急、急行列車為中心實施時間表修正。所有急行「乘鞍」升級為特急「飛驒」。並新設來往富山站的班次。所有「飛驒」列車均統一使用KiHa85系。特急「北阿爾卑斯」為來往新名古屋站（現時為名鐵名古屋站）至高山站之間。
新快速的運輸區間擴大至來往大垣站至豐橋站之間，並統一使用311系。
新設關西、紀勢本線快速「三重」（由來往紀伊勝浦站的特急「南紀」列車降級），來往名古屋站至松阪站、紀伊勝浦站（熊野市站至 紀伊勝浦站之間各站停車），並經伊勢鐵道線。
西日本
JR神戶線中，隨著六甲Liner啟用，住吉站成為快速停車站。新快速增加班次並提速，往大阪的尾班車延至晚上11時20分開出。大部分快速於東加古川站與加古川站等待新快速通過與接續。
JR寶塚線中，在早上和晚上增加快速班次。此外，在日間主要使用117系運行。
在湖西線中，日間增加來往近江舞子站的班次，在黃昏繁忙時間也增加班次。在早上繁忙時間使用221系執行堅田站折返班次。
學研都市線中，往木津站的班次以4卡編成。
嵯峨野線電氣化，113系引入服務。此外，京都站增加普通班次前往福知山站。
大和路線引入221系，共車輛執行大和路快速班次，使大和路快速提速。直通至大阪環狀線的「區間快速」於早上繁忙時間運行時段延長。快速的尾班車延後出發。
阪和線中，在早上和深夜從天王寺站折返的快速列車延長至經大阪環狀線、梅田貨物線前往新大阪站。
廣島地區中，急行「千鳥」縮知至備後落合站，木次線的優等列車消滅。
四国
德島地區中，引入1000形柴油列車。
九州
增加783系，使快捷型「有明」統一使用783系。另外該車輛開始運行日豐本線的「日輪」，在「有明」「鷗」使用該車輛時，其列車名會冠上「高級」字樣。
鹿兒島本線櫸木台站、長崎本線長里站啟用。
在5月1日，久大本線筑後千足站改名為浮羽站。
此外，北海道深名線的雨煙別站、政和溫泉站、蕗之台站、白樺站正式廢止。以上各站在毎年12月1日至翌年4月30日之間的冬季會暫停服務或成為臨時車站，因此在前年的11月30日為最後服務日。

### 4月1日
以西日本福知山地區為中心，實施時間表修正。
宮津線轉讓並成為北近畿丹後鐵道宮津線，連接京都站與天橋立方向的特急「丹後探索者」登場。
山陽新幹線博多站至博多綜合車輛所之間的回廠線增設旅客服務，名為博多南線（以在來線的方式營運）。
鍛冶屋線與大社線廢止，均轉為巴士服務。同日，加古川線與鍛冶屋線的轉乘站野村站同日改名為西脇市站。
此外，四國的宇高連絡船一般航班廢止，隨後的高速船服務也暫停服務。更在翌年廢止。

### 7月1日
在北海道，千歲線札幌啤酒庭園車站啟用，海峽線的新湯之里號誌站改名為知內站（現時為湯之里知內信號場）並開始成為旅客車站。江差線矢不來號誌站啟用，包括江差線之內的津輕海峽線的運送能力增強。

### 9月1日
北海道與東日本實施時間表修正。
北海道
JR集團首架量産，使用VVVF的785系引入服務。其車輛前先行走L特急「超級白箭」，來往帶廣站的特急改名為「十勝」。
急行「狩勝」廢止，在根室本線瀧川站至新得站之間只剩下普通和快速列車運行。
在此修正中，伊奈牛站（石北本線）與琴平站（宗谷本線）廢止，隨後在10月1日櫻庭站（留萠本線，即現時的留萌本線）廢止。
東日本
東日本中，由於進行山形新幹線改軌距工程，在奧羽本線實施時間表修正。
特急「翼」削減班次。臥鋪特急「曙」其中1往返班次改經陸羽東線，另1往返班次改經上越線、羽越本線，並改稱「鳥海」。急行「津輕」改經仙山線並改用583系。
此外，在西日本的本地線區中，把舊型柴油列車改用西日本首列新型一般型柴油列車KiHa120形。當日在越美北線率先投入服務（之後在其他線區投入服務）。

### 10月1日
在西日本，山陽本線兵庫站至和田岬站之間（和田岬線）的列車，由客車轉用KiHa35系。另外，在9月27日岩德線欽明路站啟用。

### 11月21日
四國予讚線伊予北條站至伊予市站電氣化，隨即實施時間表修正。2000系擺式列車在特急「潮風」、「南風」引入服務，急行「宇和島」、「足摺」升級至特急「宇和海」、「足摺」。同時，德島線急行列車中，除了「吉野川」外均被消滅。另外，在此修正中，引入電氣化區間的列車7000系。

## 1991年（平成3年）

### 3月16日
JR集團實施時間表修正。
東日本
以東北新幹線、上越新幹線駛入東京站為前提實施時間表修正。列車班次有所變更。在同年6月20日，以上新幹線路線均開始駛入東京站，以方便乘客轉乘東海道新幹線。
3月19日起，開始運行「成田特快」。在東京站至蘇我站之間的特急「細波」「若潮」（內房線、外房線）由本來途經總武本線改為京葉線。
中央東線中，使用183系、189系開始運行「八王子號、青梅號列車」。
常磐線中，2層高的普通車Kuha415-1901在早上與黃昏的中距離電車中引入服務。
行走於常磐線各站停車－營團地下鐵（現時為東京地下鐵）千代田線－小田急電鐵的直通運行班次擴展至假日。
相模線電氣化。使用車輛由KiHa35系改為205系500番台，早上和黃昏部分列車經橫濱線駛入至八王子站。在此之後，神奈川縣內再沒有定期柴油列車行走。
信越本線（新潟地區）皋月野站、仙山線葛岡站啟用。奧羽本線糠之目站改名為高畠站，大鱷駅改名為大鱷溫泉站。津輕線三厩站的讀法由變為。
釜石線中，夜間運行的急行「銀河夢」花卷站→釜石站之間開始運行，為釜石線活性化的一環。
東海（在來線）
從小田急電鐵直通運行急行列車「朝霧」升級為特急列車。車輛方面，使用了新製的371系與小田急20000形 (RSE) ，互相交替使用。運行區間延長至沼津站。
從名古屋鐵道直通運行至高山本線的直通特急「北阿爾卑斯」使用車輛中，由KiHa8000系更換為KiHa8500系。KiHa8500系可與KiHa85系結併。在多客時期，臨時「飛驒」會左美濃太田站以北與「北阿爾卑斯」結併運行。
東海道線中，新快速增加班次並增加至夜間班次。此外，在早上繁忙時間，增加從岐阜出發的快速列車。
西日本（在來線）
來往大阪站－金澤站、富山站之間的特急「超級雷鳥」由7卡編成增至9卡編成。
在都市網絡中，JR神戶線於早上繁忙時間增加新快速班次，每小時姬路站→大阪站之間增加1班新快速與2班外側快速2本。在所需時間分面，大阪至三之宮站確定只需19分鐘、姬路站只須61分鐘。大部分列車使用221系。117系改在快速運行。日間來往西明石站的快速延長至來往加古川站（西明石站至加古川站之間各站停車：1小時由3班增至4班）。因此，來往加古川站的普通列車縮短至來往西明石站。琵琶湖線栗東站啟用。
JR寶塚線增加班次，並改用113系運行。
學研都市線中，在4月30日起，207系F1編成投入服務，行走區間延長至松井山手站。
奈良線增加列車交會設備，新設使用117系行走快速班次，削減直通至櫻井線的班次。
瀨戶大橋線中，「Marine Liner」於黃昏時段增加班次。從岡山站出發，在晚上8時時段前每小時2班。日間部分班次停早島站。
廣島地區中，可部線取消部分來往三段峽站的列車。另外，來往橫川站的列車延長至廣島方向。
藝備線急行「帝釋峽」縮短至來往備後落合站，廣島站 → 新見站之間沒有夜間班次。
四國
前年3月尾暫停的宇高連絡船的高速船班次正式廢止，宇高連絡船結束了81年的歷史。
九州
筑豐地區中，KiHa200系投入服務，在筑豐本線、篠栗線新設快速班次。吉塚站與博多站之間，鹿兒島本線與篠栗線分離，部分篠栗線來往吉塚站的列車均全部延長至來往博多站。
鹿兒島本線吉野站啟用。

### 3月19日
JR東日本成田線成田站至成田機場站之間啟用。由於成田新幹線中止建設的新東京國機機場地底成田機場站中，開設了JR與京成電鐵。連接市中心與成田機場的機場聯絡軌道系統啟用。當時使用新造的253系用作執行連接機場的特急列車班次。「成田特快」開始運行。另外新設駛入成田機場站的不需特急費用列車，使用113系執行直通至總武快速線的快速列車（後來設有別名「機場成田」）。

### 6月20日
在上述提及，東北、上越新幹線上野站至東京站之間啟用。當時在東京站只有兩個月台（12、13號月台），只剩下少量班次仍在上野站出發和抵達外，原則上臨時列車均在上野站出發和抵達。另外，北上線的陸中大石站改名為湯田錦秋湖站，陸中川尻站改名為安心湯田站，岩手湯田站改名施湯田高原站。

### 8月27日
隨著東日本山形新幹線工程的有階段性進展，實施時間表條正。
特急「翼」改經仙山線，並削減班次數目。來往福島站的「翼」班次改為來往仙台站。來往上野站的「翼」仍然存在。由於經仙山線後，列車所需時間延長，從上野出發往秋田的「翼」中，從上野站的出發時間提早1小時。來往上野站的「翼」班次，其折返班次特急「會津」往會津若松的出發時間延遲約1小時。
奧羽本線使用EF71形牽引的普通客車班次消滅。
隨著奧羽本線改軌距工程，米坂線急行「紅花」降級至快速列車，並米澤烘至山形站之間的運行區間廢止。

### 9月1日
JR西日本七尾線津幡站至和倉溫泉站之間電氣化。部分特急「雷鳥」、「超級雷鳥」、「白鷺」從北陸本線直通運行至該區間內。另外，急行「能登路」部分班次改用電動列車。同時，七尾線非電氣化區間（七尾站至輪島站之間）轉讓至能登鐵道，特急「烏托邦和倉」廢止。

### 9月14日
JR西日本北陸本線坂田站至長濱站之間架空電纜改為使用直流電。來自京都、大阪方向的新快速駛入該區間，米原站至長濱站之間制定別名：琵琶湖線，並成為都市網絡其中之一。湖西線來往近江鹽津站、敦賀站的普通列車由柴消列車改由與北陸本線共用的交直輛用電動列車，因此這些班次被提速。所需時間中，近江今津站至近江鹽津站之間為18分鐘，至敦賀站為32分鐘。同時，所有普通班次均停坂田站與河毛站。而坂田站月台向米原一方遷移。

### 11月1日
北海道的根室本線實施時間表修正。開設來往帶廣站的故鄉銀河線直通列車班次。
在10月22日，隨著建設瀧里大壩，野花南站至島之下站之間的走線改變，中途的瀧里站廢止。

### 11月5日
東日本的山形新幹線中，奧羽本線福島站至山形站之間改為標準軌。719系5000番台開始執行普通班次。

### 11月21日
隨著四國有更多2000系柴油列車引入服務，實施時間表修正。特急「南風」「四萬十」各增加1往返班次，「足摺」設有3往返班次。此外，在瀨戶大橋的最高時速由65km/h提升至95km/h。

### 12月1日
東日本實施時間表修正。
東日本
山手線引入新製的6門車Seha204。在列車編成中，所有編成陸續由10卡編成增至11卡編成。
相模線中，早晩班次延長運行區間。在非電氣化時代遺留下來，取消來往厚木站的列車。
中央·總武線各站停車中，直通至營團地下鐵的東西線班次，由部分7卡編成統一至10卡編成。
武藏野線中，部分列車由6卡編成改至8卡編成。並開始使用205系行走班次。
吾妻線中，長野原站改名為長野原草津口站，川原湯站改名為川原湯溫泉站。
西日本
207系量產車投入服務，擴大學研都市線全線運行區間。在11月21日起，更多221系投入服務，大部分新快速均以8卡編成。

### 12月14日
東海東海道本線的豐田町站啟用，同時實施時間表修正。

## 1992年（平成4年）

### 3月14日
各JR公司實施時間表修正。
東海道、山陽新幹線
東海道新幹線東京站至新大阪站之間之新設使用300系運行希望」。「希望」的最高時速為270km/h，在這區間中「光」所需時間最短為2小時52分（部分為2小時49分），但「希望」只需要2小時30分。早上往新大阪的「希望301號」在新橫濱站停站，並通過名古屋站和京都站（在中京圈中稱為跳過名古屋），這個停車站方式引起了話題。在黃昏增加「光」班次。
北海道
夜行急行「大雪」整合至特急「鄂霍次克」。
東日本
東海道線快速「Acty」與「湘南快車」的部分列車改用兩層高車輛215系。（215系正式運行日期為4月20日）
京濱東北線、根岸線中，901系（後來為209系900番台）投入服務（正式運行日期為5月7日）。
吾妻線小野上溫泉站啟用，京葉線的千葉港站改名為千葉港站（「港」由漢字變為平假名），讀法相同。
在釜石線運行的臨時急行「銀河夢」廢止。
東海（在來線）
特急「南紀」開始使用KiHa85系，在日本非電氣化區間，以特急列車為基礎的車輛KiHa80系定期運用消滅。
西日本（在來線）
在都市網絡中，新快速統一使用8輛以上編成。來往長濱站的班次使用8卡編成。使用117系運行新快速只在來往大阪站至京都方向之間的早晩列車（與奈良線快速共同運用）。姫路出發往大阪方向的外側快速會在大久保站等待列車通過。另外，等待新快速通過的車站方式有兩個規律，一為東加古川站及蘆屋站，另一為大久保站。在日間普通前往西明石與前往神戶的順序切換。於三之宮站，新快速與來往西明石站的普通可互相轉乘。在晚間增加快速班次，從西明石出發往姬路，以及從京都出發往野洲的尾班車延遲。JR寶塚線在早上繁忙時間，部分普通變為快速，也延遲了尾班車。學研都市線中，大部分列車使用207系運行，103系不再駛入木津站。阪和線中，黃昏的區間快速班次改為快速班次，前往鳳的普通列車延長區間。另外，在深夜時段增加快速班次。
在北陸地區中，增加特急「光輝」增加班次，也加設來往和倉溫泉站的班次。特急「白山」2往返班次中1班分割成兩段，分別由上野站至直江津站的「淺間」與長岡站至金澤站的「光輝」。另外，途經小濱線的急行「若狹號列車」廢止。
廣島地區於3月19日，吳線吳波多比亞站啟用。
山口地區中，急行「長門」廢止。
岡山分社、廣島內社內的普通列車全面禁煙。
四國
1000形柴油列車於高知地區投入服務。
九州
為配合長崎荷蘭村豪斯登堡於3月25日開幕，大村線豪斯登堡站啟用，早岐站至豪斯登堡站電氣化（以上改更於3月10日實行）。新設特急「豪斯登堡」（當初為臨時列車）。在博多站至早岐站之間與「綠」結併運行，在博多站至肥前山口站之間與「綠」、「鷗」與「豪斯登堡」3列車結併。「電動列車與柴油列車的協調運輸」成為話題的KiHa183系「荷蘭村特急」於3月24日結束運行（車輛與隨後後述的「由布院之森」進行改裝）。

### 4月1日
高德線把剩下使用客車列車的1往返班次改用柴油列車，JR四國再沒有使用客車行走定期普通列車班次。

### 7月1日
北海道、東日本實施時間表修正。
北海道
隨著新千歲機場站啟用實施時間表修正。在之前來往札幌站至千歲機場站（改正後改名為南千歲站）、苫小牧站之間的快速列車「機場快車」改為來往新千歲機場站，並改名為「機場」。千歲線西之里號誌站啟用。此外，在新開業的南千歲站至新千歲機場站之間的車費需額外加上140日圓（截至2014年4月還在繼續中）。
急行「宗谷」2往返班次中的1往返班次改名為急行「佐呂別」（運行區間相同）。
東日本
日本首條迷你新幹線（新在直通運行，新幹線與在來線直通運行）山形新幹線福島站至山形站開業，使用400系行走「翼」，共設有14往返班次。在來線特急「翼」改為往來山形站並改名為特急「駒草」。
在來線特急「翼」於來往上野站的折返班次行走特急「會津」使用車輛中，由南秋田運輸所（現時為秋田車輛中心）485系9卡編成變為勝田電車區（現時為勝田車輛中心）485系7卡編成。同時，485系「常磐」的1往返班次再次連結綠色車廂指定席。
山形新幹線的路線中，奧羽本線福島站至山形站之間設有別名「山形線」。在山形線中，上之山站改名為上山溫泉站，北上之山站改名為茂吉紀念館前站。
奧羽本線、陸羽西線的急行「月山」降級為快速列車。

### 7月15日
九州實施時間表修正。
於鹿兒島本線行走的特急「有明」來往西鹿兒島站（現時為鹿兒島中央站）的列車使用新製的787系，並使用新的列車名稱，名為特急「燕」。「燕」的愛稱曾經在東海道本線中使用。
急行「火之山」升級至特急「阿蘇」，急行「由布」升級為特急「由布」，並從JR四國購入KiHa185系並運行以上兩特急班次。另外，在同年3月「荷蘭村特急」曾使用的KiHa183系翻新，並在「由布院之森」中行走，與一直使用中的KiHa71系使「由布院之森」最多可行走2往返班次。
日豐本線中，特急「日輪」來往下關站的班次廢止。
豐肥本線的平成站啟用。

### 7月23日
四國中，予讚線觀音寺站至新居濱站之間，與今治站至伊予北條站之間電氣化，增購7000系電動列車。在同年秋季開始使用8000系電動列車試行編成（3輛）行走臨時特急「潮風」（岡山站至新居濱站之間）、「石鎚」（高松站至新居濱站之間）。

### 10月22日
西日本實施時間表修正。
奈良線六地藏站啟用，城陽站成為快速停車站。日間設有來往宇治站的班次，並可互相接續。

### 12月3日
東日本中，隨著成田機場第2大樓啟用，成田線（與京成電鐵本線）的機場第2候機樓站啟用。

## 1993年（平成5年）

### 3月3日
九州中，福岡市營地下鐵1號線博多站至福岡機場站之間啟用，與其互相直通的筑肥線實行時間表修正。

### 3月18日
全國實施時間表修正。
東海道、山陽新幹線
「希望」的運行區間延長至山陽新幹線博多站，每小時增加1班。在西日本中，新幹線300系（3000番台／F編成）投入服務。
東日本
由於特急「成田特快」的指定席經常爆滿而不能購入指定票，新製中間車輛，以6卡基本編成運行。部分往來橫濱站的班次延長至往來大船站。
八高線中，寄居站至高崎站之間部分使用KiHa110系。
夜行急行「妙高」整合至夜行急行「能登」而廢止。「能登」由14系客車（座席車+B臥鋪車）轉為489系（西日本車輛）。
隨著KiHa110系投入服務，羽越本線新津站至酒田站之間使用客車的普通列車消滅。
大船渡線中，快速「室根」改名為快速「超級龍」。
在4月1日，中央本線（山梨地區）石和站改名為石和溫泉站，勝沼站改名為勝沼葡萄鄉站，初鹿野站改名為甲斐大和站，別田站改名為春日居町站。
西日本
在都市網絡中，假日早上的新快速班次於高槻站與蘆屋站停站。同時段的快速班次在高槻站至京都站之間各站停車。普通列車於高槻站折返。在黃昏時段，姬路方向的第2班外側（列車線）快速等待通過蘆屋站，等待前往西明石站的快速進行轉乘。
JR寶塚線的207系投入服務，開始行走於大阪站至新三田站之間。另外，快速的尾班車延遲，於晚上11時時段從大阪出發的班次增加。增加207系於學研都市線上行走。
在3月14日，紀國線（紀勢本線）的廣川海灘站啟用。
山陰地區中，特急「磯風」來往博多站改為來往小倉站。另外，山陰本線米子市內的東山公園站啟用。知井宮站改名為西出雲站，神西站改名為出雲大社口站（現時為出雲神西站）。
北陸地區中，於西日本內首列在來線新製特急車輛681系試驗車投入服務，並執行於前年12月26日的臨時「雷鳥」班次上。
國国
予讚線高松站至伊予市站之間電氣化，8000系正式投入服務，特急「潮風、石鎚」中，除了宇和島站直通班次外，均使用電動列車（為四國首條定期特急列車使用電動列車）。四國的KiHa181系不會執行定期班次。予讚線的特急列車中，基本上於松山站分開兩區間。同時，松山站至宇和島站之間的「宇和海」上下行增加17班，同時使用2000系運行。
九州
日豐本線787系投入服務，並開始執行「日輪喜凱亞」班次。另外，新型柴油列車KiHa125形投入服務，在3月14日起於唐津線上行走（隨後增設在其他路線中行走）。
另外，部分使用客車運行的夜行急行均升級為特急列車。北海道中，急行「毬藻」升級為特急「大空」。九州中，急行「開聞、日南」升級為特急「夢燕、夢日輪」。來往東京站的臥鋪特急中，所有餐車暫停營業。在東海、西日本普通列車中均全面禁煙。

### 4月10日
東日本東京地區實施時間表修正。
中央快速線中，在平日早上時段往新宿、東京方向新設「通勤特快」。「青梅特快」於國分寺站停站。
京濱東北線、根岸線、南武線，三線引入209系（在開始營運日期中，京濱東北線、根岸線是3月1日，南武線是4月1日）。

### 7月2日
東日本房總地區實施時間表修正。
新型特急車輛255系「Boso View Express」投入服務。特急「細波」和「若潮」部分改為「景觀細波」和「景觀若潮」，並由183系改用255系。
另外，於東北地區的幹線中使用客車、柴消列車的班次均改用701系。在6月21日該列車開始於秋田地區運行。

### 8月1日
東海實施時間表修正。
關西本線富田濱站至四日市站之間成為雙線鐵路。快速「三重」開始使用KiHa75形。

### 10月1日
四國實施時間表修正。
予讚線坂出站至丸龜站之間成為雙線鐵路。高松地區普通列車的運行時間表有所變更。土讚線的特急列車中，統一使用2000系。

### 12月1日
東日本實施時間表修正。
由於高速巴士的發展，使臥鋪、夜行列車使用人次減少並大幅削減班次。當中經常磐線的臥鋪特急「夕鶴」、經羽越本線的臥鋪特急「出羽」、經東北本線的急行「八甲田」、經仙山線及奧羽本線的急行「津輕」均廢止或變為臨時列車。隨著「夕鶴」廢止，臥鋪特急「白鶴」增加1往返班次至2往返班次（起使用583系電動列車）。除了上述列車外，大部分急行列車也廢止。
東北本線的特急「初雁」定期列車中，統一使用485系。583系不再執行日間特急班次。
從上野站出發，跨越黑磯站的唯一日間特急「會津號列車」廢止。替代服務為來往郡山站的東北新幹線接駁列車「Viva會津」。同時，485系「常陸」所有列車再次只有普通車廂。
常磐線中，北千住站不再有特急班次停站。
中央本線中，擺式列車E351系於特急「梓」投入服務（在翌年12月開始使用擺式功能）。從新宿站直通至甲府的普通班次全部取消。
東海道線中，增備215系，並執行於部分快速「Acty」、「湘南快車」班次，該列車也開始執行「湘南新宿快車」班次。此外，藤沢駅於貨物路軌的快車專用月台落成並開始使用。
高崎線中，在平日黃昏時段新設行走於新宿站至高崎站之間的「Home Town高崎」。
青森地區中，東北本線、大湊線的快速「宇曾利」改名為快速「下北」，使用車輛由KiHa40系改為KiHa100系。津輕線中，青森站至蟹田站之間使用柴油列車的普通，大部分轉用701系。八戶線使用客車的普通班次廢止。
秋田地區中，由於擁有一定數量的701系車輛，因此本來使用客車的普通列車大部分改用701系。同時新設「雪洞」、「白神」與「子吉」三種快速列車，行走所需時間有所縮短。而特急「小町」來往青森站的1往返班次縮短至來往秋田站，使來往青森站的「小町」由3往返班次改至2往返班次。

## 1994年（平成6年）

### 3月1日
北海道、九州實施時間表修正。
北海道
擺式列車Kiha281系開始投入服務，行走特急「超級北斗」札幌站至函館站之間。使該區間的所需時間縮短最多約2小時。同時，當使用特急乘越札幌站至長萬部站之間（經千歲線、室蘭本線）並沒有中途下車時，適用於該路段的車費、費用計算特例（以經函館本線（俱知安站、小樽站）營業距離計算）在此改正後廢止。將會改為按實際乘車路俓計算車費與費用。
在5月16日，函館本線砂川站至上砂川站之間（通稱：上砂川支線）廢止，轉為巴士服務。
西日本
207系（1000番台）在JR神戶線、京都線的普通列車中投入服務（運輛區間為西明石站至京都站之間。部分列車會駛進加古川站及琵琶湖線草津站）。另外，201系開始駛入湖西線。4月1日，223系於阪和線投入服務。
九州
福岡地區中，813系投入服務。
日豐本線延岡站至宮崎站之間提速，所需時間縮短10分鐘，平均66分鐘行畢該區間，最快列車只需60分鐘。
部分特急「鷗」使用787系，大村線引入KiHa200系。
香椎線舞松原站，長崎本線高田站啟用。

### 6月15日
西日本實施時間表修正。
關西機場線暫定開業，行走於天王寺站至關西空港站之間的「關空快速」開始運行，使用車輛為223系。實施中該列車是把來往日根野站的快速列車延長至來往關西機場站。

### 7月1日
九州實施時間表修正。
「鷗」增加班次使用787系，「有明」統一使用783系。由於「有明」最低限度使用5卡編成，因此使用柴油機車牽引往豐肥本線水前寺站（熊本站至水前寺站之間為普通列車）終止。

### 7月15日
東日本實施時間表修正。
為了增強新幹線的運輸能力而開發的E1系「Max」開始於東北、上越新幹線營運。

### 8月20日
西日本（廣島地區）實施時間表修正。
可部線中，與ASTRAMLINE的轉乘站大町站啟用。綠井站新設列車交會設備，於古市橋站折返列車延長至綠井站。
另外，為了準備於10月舉行的亞洲運動會中的鐵路接駁要求，各線加設臨時列車（在可部線的臨時列車中，在亞洲運動會完結後，多數臨時列車繼續運行）。另外在10月1日，吳線安藝長濱站啟用。

### 9月4日
西日本的都市網絡實施大規模時間表修正。
隨著關西國際機場啟用，使用281系行走的特急「遙」開始運行。在日根野站中，來往和歌山方向的所有快速列車與部分南紀方向的特急列車開始停站。而「黑潮」、「超級黑潮」新宮方向的運行時間表延後約20分鐘，天王寺方向則提早約10分鐘。另外，隨著關空快速正式運行，其快速開始直通至大阪環狀線，223系不再駛入和歌山站（直至後來，在1999年5月10日『紀州路快速』才再次駛入和歌山站）。
和歌山線的221系開始駛入和歌山站。
在日間JR神戶線的快速中，來往加古川站的班次與來往姬路站的班次出發順序掉轉。JR寶塚線的早晩列車延長至來往新三田站、篠山口站。在星期六及假日，207系開始駛入至草津站。
大部分路線的星期六時間表整合至假日時間表。但是，由於部分區間與南海機場線共用的關係，阪和線、大和路線、大阪環狀線還暫時不可把兩時間表整合。
湊町站改名為JR難波站，叡山站改名為比叡山坂本站，嵯峨站改名為嵯峨嵐山站。琵琶湖線南草津站啟用。

### 12月3日
以東日本、東海、西日本為中心，JR各公司實施全國性時間表修正。只限此站，由每年3月實施的全國時間表修正改為12月。當年的全國時間表修正是在12月，使1995年的全國時間表修正不見了。
東海道、山陽新幹線
東京站在晚上10時正出發前往名古屋的臨時「光」（中途不停站）改為臨時「希望」（同樣中途不停站），在名古屋站到達時間提早約15分鐘。
JR北海道
函館本線把剩下使用客車行走普通列車的1往返班次（行走小樽站至岩見澤站）改用電動列車。50系51形客車的一般規格車與ED76形500番台電力機車不再運行普通列車班次。
JR東日本
E351系開始運行「超級梓」。
橫濱線所有列車統一使用8卡編成，並開始連結6門車輛。
E217系於橫須賀線、總武快速線投入服務。
東北本線盛岡站至一之關站之間，使用客車運行的普通列車均改用701系電動列車，奧羽本線增加使用701系的班次。
常磐線、磐越東線平站改名為磐城站，山田線浪板站改名為浪板海岸站。只見線的會津檜原站的字寫法改為。
西日本
第三部門鐵道智頭急行智頭線開通。新設特急「超級白兔、白兔」來往新大阪站至鳥取站、倉吉站之間，途經智頭急行線，車輛使用HOT7000系與KiHa181系。同時，途經播但線的特急「濱風」中，1往返班次變為臨時列車，使定期列車由3往返班次減至2往返班次。
伯備線的特急「八雲」中，把連結瞭望車的綠色車廂改名為「超越八雲」。
在都市網絡中，由於各路線已於9月4日實施大規模時間表修正，因此此時間表修正沒有大變動。
四國
特急「潮風」「石鎚」「宇和海」各增加1往返班次。
所有普通列車均全面禁煙。
予讚線高瀨大坊站改名為三野站。
夜行列車
九州臥鋪特急「瑞穗ほ」與「朝風1、4号」（所謂｢博多朝風｣）的1往返班次變為臨時列車。來往大阪站至新潟站之間的臥鋪特急「劍」變為臨時列車。「博多朝風」成為臨時列車後而釋出的「朝風」（客車）編成使用在青森方向的臥鋪特急「白鶴」，使583系減少於特急運用。

### 12月27日
西日本實施時間表修正。
在早上時段，「阪和線」來往天王寺站的關空快速1往返班次延長至來往天王寺站，當中直通至「大阪環狀線」行整一圈。在京橋站至天王寺站之間為各站停車。

## 1995年（平成7年）
於1月17日發生阪神大地震，因此東海道、山陽本線（JR神戶線）運行停止。隨後每次路段重開時實施時間表修正。這些時間表修正參閱「日語「JR神戶線」重開時序一算（页面存档备份，存于）」。

### 3月16日
北海道實施時間表修正。
函館本線星見站啟用，札沼線（學園都市線）太平站至篠路站之間成為雙線鐵路，東篠路站改名為拓北站，釜谷臼站改名為愛之里公園站，大學前站改名為北海道醫療大學站。

### 4月1日
阪神、淡路大地震的修復工程完成，JR神戶線再次全線開通。在早上繁忙時間中，新快速臨時增加班次，117系再次駛入姬路站。另外，已經停止使用的神戶站1號月台重開，該月台只在早上時段中，快速和新快速停站等待時使用。大阪方向的外側快速班次中，不再於大久保站等待列車通過。207系不再駛入草津站。
在4月8日，山陽新幹線新大阪站至姬路站之間修復工程完成，東海道、山陽新幹線同日起全線重開。

### 4月20日
由於阪神大地震而進行修復工程關係，於西日本、九州的時間表修正順延至此日實施。
西日本
北陸本線中，新製的681系運行新設的特急「超級雷鳥（雷鳥〈Thunderbird〉）」。
山陰本線中，翌年園部站至福知山站之間將全段電氣化前，綾部站至福知山站率先在今天電氣化。
JR神戶線中，部分往神戶方向的快速停尼崎站。
JR寶塚線中，207系開始駛入篠山口站。
阪和線中，「關空特快翼」登場。
九州
日豐本線中，新設使用883系運行的「音速日輪」。另外，「日輪」來往西鹿兒島站的班次消滅，並新設來往宮崎站至西鹿兒島站之間的特急「霧島」。臥鋪特急「彗星」改為來往南宮崎站。日豐本線吉富站啟用。
同日，東海的383系電動列車的原型車投入服務，於4月29日開始運行臨時「信濃」。

### 6月12日
西日本實施時間表修正
在早上和黃昏時段，快速列車加停神足駅（現時為長岡京站）。

### 9月1日
西日本實施時間表修正
整合JR神戶線的臨時新快速班次。當中，黃昏時段大阪站 → 姬路站之間的新快速班次在15分鐘增加2班。長岡京站（當日從「神足」站改名）在平日成為快速停車站，尼崎站增加快速停車班次。在星期六及假日，新快速加停高槻站和蘆屋站。在本線系統中，48輛223系（1000番台）投入服務。在平日行走於安土站至上郡站之間，在星期六及假日行走於米原站至網干站之間（實際開始營業日在同年8月12日）。JR寶塚線中，部分列車從新大阪出發改由吹田出發（新大阪站 → 吹田站之間為不載客列車）。
また、九州では普通列車が全面禁煙となった。

### 9月4日
北海道深名線廢止，改由巴士服務。

### 9月30日
西日本實施時間表修正
大和路線中，日間來往柏原站的班次延長至來往王寺站。

### 10月1日
東海實施時間表修正。
身延線中，急行「富士川」升級至特急「富士川」，並改用373系。同時，該線部分列車時間表進行變更。

### 12月1日
以東日本為中心實施大規模時間表修正。
新幹線中，由於東北新幹線東京站至宇都宮站之間的利用率增加，加設東京站至那須鹽原站之間的各站停車班次「那須野」，「山彥」的停車站規則大幅重整，使仙台、盛岡方向的班次更快到達與減輕擁塞程度。這是修正是東北新幹線在1982年啟用以來最大規模的改動。另外，「翼」增加1輛中間車廂在編成內，使由6卡編成增至7卡編成。
在來線中，由於新特急「那須野」與新幹線列車名重複，因此改名為新特急「Home Town栃木」（下行）和新特急「早安栃木」（上行）。
東北地區中，增備701系，使使用客車的普通列車改用電動列車。當中，磐越西線再沒有使用客車行走普通列車。特急「田澤」中，來往東能代站的1往返班次縮短至來往秋田站。奧羽本線（秋田地區）井川樱站啟用，花輪線湯瀨站改名為湯瀨溫泉站，陸中花輪站改名為鹿角花輪站。
新潟地區中，E127系投入服裝。米坂線玉川口站、花立站在這次修正中廢止（在東日本內，除轉為第3部分鐵道線外，於1987年4月成立至今首兩站廢止）。
首都圈中，橫須賀線、總武快速線開始引入E217系，開始取締一直使用中的113系，在房總地區中，設有空調的113系取代非空調的113系。在常磐線中，東日本內首列交直流一般型電動列車E501系投入服務。京葉線葛西臨海公園站、海濱幕張站加設待避線，以方使提速。
西日本中，JR神戶線2班臨時新快速延長至高槻站、草津站。

## 1996年（平成8年）

### 3月16日
主要在首都圈以西各地實施時間表修正。
東海道・山陽新幹線
增加300系投入服務，在擁塞率高的周未黃昏時段為中心，增加「希望號」班次，使東海道區間的班次分布為「2-7-3」（即是每小時設有2班「希望」、7班「光」、3班「回聲」班次）。增加的「希望」班次中，會加在定期下行「希望」班次後，定期上行「希望」班次前。因此除了早上外，東京站沒有在正點出發的定期列車。
在夜間時段，上下行各1班「希望」加停新橫濱站。
於米原站停站的「光」也加停岐阜羽島站。同時，東京站至新大阪站之間半數「回聲」縮短至來往名古屋站。
東日本
八高線八王子站至高麗川站之間電氣化，開始直通運行至川越線、青梅線與中央線快速。103系、201系、209系3000番台於電氣化區間投入服務。在高麗川站把系統分離。在東京都內再沒有定期柴油列車運行。非電氣化區間（高麗川站至高崎站之間）統一使用KiHa110系。
埼京線延伸至惠比壽站。
京濱東北線、根岸線中，隨著更多209系投入服務，205系引退。
鶴見線大川支線中，武藏白石站的專用月台撤走，鶴見站的直通運行形態變更。在JR中，使用唯一存在的17米級舊形國電Kumoha12形之定期班次終結。
陸羽東線有備館站啟用，使方便乘客前往有備館。
東海
使用165系行走來往靜岡站的急行「東海」均改用373系並升級為特急。來往大垣站的夜行普通列車改用373系，除了部分區間外，均升級至全車指定席的快速列車，並名為「月光長良號列車」。另外，於飯田線的臨時急行「伊那路」改用373系電動列車並升級為定期特急。
西日本
山陰本線園部站至綾部站之間，京都丹後鐵道宮福線全線均電氣化，使用柴油列車的特急「朝潮」、急行「丹後」與「宮津」均廢止。新設來往京都站電動列車特急「城崎」、「橋立」、「丹波」，以及來往新大阪站的電動列車特急「文殊」。這些特急運行區間的特急費用中，由A費用變為B費用，實際上是減價。山陰本線鍼灸大學前站啟用。殿田站改名為日吉站。
OCAT啟用，同時JR難波站地底化。增加來往JR難波站的關空快速班次（但是，連結指定席與行李車廂於4月才正式開始服務）。增加「關空特快翼」班次。另外，駛入關西機場站的非223系班次大幅減少。關空特急「遙」於早晩的臨時班次，以及來往京都站的臨時班次均成為定期班次。
新快速的東邊運行區間延長至長濱站與近江今津站。在湖西線非特急班次中，再次設有通過車站。在早上和黃昏的臨時新快速班次變為定期班次。新設前往播州赤穗的新快速班次。長岡京站的快速停車站中，擴展至毎日所有快速列車。在黃昏繁忙時間，往西明石的快速班次延長至姬路方向，在這時段增加列車待避情況。207系編成中，統一為8卡車廂，並主要在早上、黃昏及來往京都站的班次中使用，同時207系不再駛入湖西線以及加古川站。在大阪於晚上9時出發的時間表編排中，以15分鐘為一循環。使新快速、快速各增加至4班，普通增加至8班。新快速開始以12卡編成運行。
湖西線中，在早上繁忙時間增加快速列車班次，在黃昏設有從大阪出發的外側（列車線）快速班次。
JR寶塚線中，從福知山出發前往大阪的首班快速列車變更，增加了普通列車從新三田出發。西宮名鹽站成為快速停車站。另外，從大阪出發往豐岡、城崎的普通列車廢止。
大和路線中，日間駛入和歌山線高田站與來往奈良站的普通列車增加班次。大和小泉站、郡山站的停站班次增加。
播但線中，急行「但馬」整合至特急「濱風」，急行「但馬」廢止。「濱風」回復3往返班次，停車站方面增加福崎站與寺前站，使再沒有播但線內不停站班次。
廣島地區中，可部線的加計站首班車延遲出發（早上4時至6時時段取消）。藝備線來往志和口站的列車中，隨著取消夜間停泊，列車起延長至來往三次站。
四國
德島線中，特急劍山開始運行，部分班次直通至土讚線高知站。
在4月26日，6000系電動列車開始投入服務。
JR九州
更多883系投入服務，使運行車輛運用整理。不再使用783系運行「燕」、「日輪」，不再使用787系運行「鷗」。「燕」統一使用787系，「鷗」統一使用783系。
在修正前，於同年1月10日JR北海道、JR四國、JR九州3公司進行車費調整。是在1989年4月1日引入消費税而影響車費外，JR成立後首次車費調整。在國鐵時代一直延續，6間JR旅客公司共用的車費體係崩塌。特別是在包含新下關站至小倉站至博多站之間之內，使用新幹線（JR西日本）與使用在來線（JR九州）的情況下，車費會有所不同。而JR四國中，包含瀨戶大橋在內，本四備讚線、兒島站至宇多津站之間的車費需額外增加100日圓（截至2014年4月還持續中）。

### 3月30日
東日本實施時間表修正。
由於建設秋田新幹線，田澤湖線暫停營運1年。盛岡站至大曲站之間開設替代巴士服務。同時開設經北上線的替代特急列車「秋田接力」，設有11.5往返班次，使用KiHa110系的特急規格車輛運行（使用B特急費用）。而本來於田澤湖線上行走的特急「田澤」則改為來往秋田站至青森站之間，共設有2往返班次。
東北本線盛岡站至青森站之間使用客車的普通列車班次均改用701系。使東北本線中再沒有客車運行普通列車班次。

### 4月27日
東葉高速鐵道東葉高速線啟用，開始與中央線各站停車、營團地下鐵（現時為東京地下鐵）東西線互相直通運行（已經在3月16日時間表修正中進行變更）。

### 7月18日
九州實施時間表修正。
宮崎機場線啟用，「日輪」部分班次開始駛入該線。同時，日南線南宮崎站至宮崎機場線分支點電氣化，在分支點的田吉站啟用。另外，下行「夢燕」於博多站的出發時間是在跨日後，以方便最尾一班「希望」可轉乘「夢燕」。隨著宮崎機場線啟用，宮崎站至宮崎機場站（南宮崎站）之間的特急列車（臥鋪特急「彗星」除外）中，只需普通乘車票便可使用。此外，是次啟用的宮崎機場線中將收取額外120日圓的費用（截至2013年6月還在實行）。

### 7月20日
西日本實施時間表修正。
JR神戶線中，日間於神戶站折返的普通列車延長至於須磨站折返。使大阪站至須磨站之間的各站停車班次設有每小時8班以上。另外，207系再次駛入草津站，但是還未再次駛入湖西線。

### 7月25日
東海實施時間表修正。
特急「信濃」由使用381系改由新製造的383系，以提升速度。在此日後，於東海出發的特急列車均冠上“廣寬視野”（Wide View）。

### 7月31日
西日本中，紀勢本線（紀國線）引入新型擺式特急車両283系。使用381系運行的「黑潮」中3往返新宮站班次均變為「超級黑潮 海洋飛箭」（時間表上沒有轉變）。同時381系的運用上有所改變，定期「黑潮」所有列車均連結綠色車廂指定席。

### 9月1日
北海道富良野線中，綠丘站啟用。

### 10月1日
西日本實施時間表修正。
JR神戶線甲南山手站啟用。

### 10月5日
西日本在部分都市網絡路線中實施時間表修正。
阪和線、大阪環狀線、大和路線的星期六時間表整合至假日時間表。

### 12月1日
東日本中，以首都圈為中心實施時間表修正。
各線的星期六時間表整合至假日時間表。
中央線快速中，快速運行時段大幅延長。
武蔵野線中，所有列車統一8卡編成，並不再使用201系。
外房線中，東浪見站至長者町站之間成為雙線鐵路。
特急「若潮」、「細波」部分區間的最高時速提高，使所需時間縮短數分鐘。
東海中，383系正式執行「（廣寞視野）信濃」班次，381系的定期運用廢止。另外來往大阪站的「信濃」與急行「高山」加停新大阪站。

## 1997年（平成9年）

### 3月8日
西日本的都市網絡實施時間表修正。
JR東西線啟用，途經該路線，開始運行直通運行班次來往JR神戶線、JR寶塚線至學研都市線。日間時段中，設有普通列車來往高槻站至尼崎站、須磨站之間，與松井山手站至西明石站之間（須磨站至西明石站之間只可使用207系）。同時，在JR京都線中使用207系的班次大幅減少，不再駛入京都站，但再次駛入加古川站。在早上高槻站→大阪站之間的班次加密至約4分鐘一班。從吹田出發的班次延長至從高槻出發，103系再次駛入高槻站。在JR神戶線的尼崎站中，所有新快速、快速均停站。高槻站中，所有新快速均停站。另外，早上前往大阪、高槻的新快速班次延長至京都方向。另外，44輛223系（1000番台）投入服務，日間快速班次統一使用221系，新快速開始與221、223系連結運用。
學研都市線中於早上繁忙時間新設快速班次。而日間每小時設有8班（快速、普通各4班，而京橋站至四條畷站之間區間每小時設有6班）班次，來往木津站的班次增加至每小時2班。另外，使用車輛方面統一使用207系7卡編成。
JR寶塚線中，日間直通至JR東西線的快速班次以寶塚站為終站。黃昏設有較快捷的快速班次，在這個時段中，普通前往新三田的班次延長至篠山口。
湖西線中，黃昏設有快速班次從京都出發，同時永原站的尾班車延遲出發。
嵯峨野線中，早上增加1班班次。京都站轉乘新幹線的轉乘時間改善（轉乘時間縮短）。在黃昏繁忙時間設有快速班次前往福知山站。
大和路線水，久寶寺站升級為區間快速停車站。在日間來往加茂站的列車與直通至和歌山線來往高田站的列車均增加班次。來往王寺站的2班普通延長至來往奈良站。使日間大部分時間，JR難波站至奈良站之間所有車站每小時最少6班班次。在上述提及更多223系投入服務，使部分221系轉移至在大和路線上行走，日間的大和路快速、區間快速使用221系運行。
和歌山線、櫻井線中，新設列車來往奈良站－高田站－和歌山站之間。（以往起來往王寺站，不會駛入櫻井線）
今宮站中，新設大阪環狀線專用月台，使今宮站成為大阪環狀線與大和路線的轉乘站。
學研都市線中，舊式自動閘機翻新。在都市網絡中，各路線也開始引入自動閘機。
赤穗線中，早上和黃昏的快速班次改為新快速班次。另外，直通至JR神戶線的列車增加1往返班次。
當日起，JR東西線的7座車站啟用（新設所有中途站），奈良線JR藤森站啟用，學研都市線上田邊站改名為JR三山木站，田邊站改名為京田邊站。隨著JR東西線啟用，學研都市線京橋站至片町站之間廢止。
「超級雷鳥（Thunderbird）」改名為「雷鳥」（Thunderbird，日文名字使用了雷鳥英文譯音），「超級黑潮（海洋飛箭）」改名為「海洋飛箭」。

### 3月22日
各JR公司實施時間表修正。
新幹線
東日本第二條迷你新幹線，秋田新幹線啟用。新設使用E3系運行的「小町」列車，來往東京站至秋田站之間，共設有13往返班次（當中1往返班次以仙台站為終站）。「秋田接力」完成使命隨即廢止。東北新幹線中，E2系投入服務，在執行班次時最高時速達275km/h。
在西日本方面，山陽新幹線「希望」中引入新造的500系。該車輛執行「希望」時最高時速達300km/h，為當時日本營業列車中最高時速記錄。
JR北海道
擺式列車Kiha_283系投入服務，並行走於札幌站至釧路站之間的特急「超級大空」，路軌等鐵路設備改善使列車大幅度提速。
札幌都市圈中，繼前年12月引入731系後，本次修正中引入Kiha201系。在電氣化區間中，兩系列車結併運行，成為「電動列車與柴油列車的協調運輸」。
在4月1日，留萠本線改名為「留萌本線」。留萠站改名為「留萌」站。石北本線相之內站改名為「相內」站。東相之內站改名為「東相內」站。
JR東日本（在來線）
東日本繼續淘汰臥鋪特急，經東北、陸羽東、奧羽本線的「曙」改經上越、羽越線（同時與「鳥海」合併）。
關於秋田新幹線的改軌距工程，被停止營運並設置代行巴士的田澤湖線重開，除秋田新幹線的列車外，設有普通列車並使用701系5000番台。
來往秋田站至青森站之間的特急「田澤」改名為特急「羚羊」。在通常時期，編成數由5卡減少至3卡。
磐越西線中，中山宿站廢除之字形軌道。而陸羽東線中6個車站改名，氣仙沼線中大谷站改名為大谷海岸站。
橫濱線中，八王子南野站於4月1日啟用。
JR西日本（在來線）
第三部門鐵道北越急行北北線開業。成為東京與北陸地方最短路線的一部分，為了上越新幹線轉乘而設，主要行走於越後湯澤站至金澤站之間，使用485系、681系行走的特急「白鷹」開始運行，當時設有10往返班次。同時，設長岡站轉乘的特急「光輝」完成使命而廢止。
來往米原站的特急「閃耀」整合至「加越」。
山陰本線（米子地區），使用客車的普通列車「大仙」中，除了快速運輸區間外均取消。同時，特急「八雲」提早首班車時間與延遲尾班車時間，不再設有來往松江站班次，統一來往出雲市站。
廣島地區中，藝備線於日間時段來往廣島站至下深川站之間每小時增加至2班。急行「千鳥」備後庄原站 → 備後落合站之間變為普通列車。在此修正前後，大幅削減使用Kiha58系於藝備線行走的班次。
在4月1日，美禰線南大嶺站至大嶺站 (日本)之間（通稱「大嶺支線」）廢止。
九州
來往博多站至大分站之間途經小倉站的特急名稱統一為「音速」，每小時設有1班。日田彥山線一本松站啟用。
在此修正中，東日本所有普通列車均全面禁煙。而主要在普通列車、都市圈列車中設置的銀色座位改名為「優先座」。（優先）使用對象由長者擴展至傷殘、受傷人士、孕婦與陪同嬰兒人士，在車廂內使用新的標記。
在4月1日，日本消費稅由3％增至5％。同時隨著引入特別地方消費稅，各公司的車費與費用進行修正。

### 9月1日
西日本的都市網絡實施時間表修正。
尼崎站站內的改善工程完成，使JR神戶線（內側線）與JR寶塚線可以互相直通運行。來往尼崎站的普通與來往大阪站至新三田站之間的普通列車合統（同時，201系開始駛入JR寶塚線）。JR京都線中，增加使用207系的班次，並再次駛入京都站。在星期六及假日再次駛入草津站。103系再次駛入京都站（該列車站塚本站）。於福知山線行走的特急列車和急行「大山」加停尼崎站。JR寶塚線直通至JR東西線的1班普通列車改為直通至湖西線。在早上時段1班從福知山前往大阪的列車改變為快速列車，同時增加從新三田出發的普通列車。
新快速中，平日早上5時時段從姬路出發前往大阪的班次將會在7時時段折返往姬路。在晚上於晚上11時時段增加從大阪出發前往姬路或野洲的班次。在早上繁忙時段，增加從加古川出發的普通列車（從2班增至5班）。隨著京都站新大廈全面落成，JR京都線在日間來往京都站的普通列車復活，此車站每小時最少設有8班或以上班次。高槻站至京都站之間增加各站停車與快速班次（除了黃昏從大阪出發的外側快速外），新快速8班停車的時段延長至晚上9時時段。
學研都市線中，首班、尾班車由長尾站均延長至松井山手站。
大和路線中，久宝寺站的待避線（只限JR難波方向，奈良方向於1998年3月14日完成）啟用，使該站可以讓區間快速和普通列車互相轉乘。
奈良線中，日間來往宇治站的班次延長至城陽站。
從天王寺站出發的首班車，並行走大阪環狀線一圈的列車定為關空快速。
在關西機場線水，只限部分日子提早首班車。

### 10月1日
以東日本為中心實施時間表修正：
新幹線
為準備於4個月後冬季奧林匹克運動會，北陸新幹線高崎站至長野站之間「往長野新幹線」（後來該區間通稱長野新幹線）開業，使用E2系行走「淺間」東京站至長野站之間最快只需1小時19分鐘（比在來線特急快一半）。同時，信越本線的碓冰峠區間，橫川站至輕井澤站之間廢止（轉為JR巴士營運）（為在JR東日本成立以來，除轉為第3部分鐵路外，首條廢止的路線（區間））。而輕井澤站至篠之井站之間轉讓至第三部門鐵道「信濃鐵道」。
東北新幹線、上越新幹線的列車名稱改為按速度與目的地分辨，「青葉」、「朱鷺」均整合至「山彥」和「朝日」，「青葉」與「朱鷺」消滅。上越新幹線東京站至高崎站、越後湯澤站（在冬季期間為Gala湯澤站）之間的區間列車名為「谷川」（同時，在來線特急的「新特急谷川」改名為「新特急水上」）。
在東京站新幹線月台（20、21號月台）擴展至2面4線月台（由12、13號月台改編號為22、23號月台），使1991年6月20日東北新幹線延長至東京站後，還在上野站出發的定期列車均延長至東京站。
JR東日本、西日本的在來線
隨著北陸新幹線（高崎站至長野站之間）先行開業，特急「淺間」、「白山」廢止。而「能登」再次改經上越線。
長野站至直江津站之間中，「淺間」的替代列車由北陸新幹線的接駁列車代替，包括普通列車、快速「信越接力妙高」（後來改名為「妙高」）。而來往長野站至新潟站之間的急行列車「赤倉」整合至特急列車「豐收」。
常磐線中，引入E653系。上野站至水戶站、勝田站之間的特急「新鮮常陸」登場，使用485系的班次激減。而「超級常陸」、「新鮮常陸」、「常陸」列車編號由各自列車編排，改由3列車共用編排。
隨著在來線特急「淺間」、「白山」廢止，高崎線、宇都宮線增加班次。在日間時段的時間表規律化。中央本線的特急「梓」、「甲斐路」的車輛升級至較新的車輛（從舊「淺間」車輛）。
信越本線（長野地區）今井站，五能線秋田白神站啟用。在同年12月27日，上越線上越國際滑雪場前站啟用。
新特急「水上」、新特急「草津」部分列車改變為在大宮站至深谷站之間不停站（通過熊谷站）。上牧站所有「水上」、「草津」列車均通過。
東海
在名古屋地區的中央本線中，增加來往名古屋站至多治見站之間的快速列車班次。夜行急行「筑摩」由客車（12系座位車 + 14系B臥鋪車／西日本車）改由383系（在大阪站後改為執行「信濃」班次）運行。
四國
土佐黑潮鐵道宿毛線（中村站至宿毛站之間）開業，土讚線部分來往中村站的特急「南風」、「四萬十」、「足摺」延長至來往宿毛站。

### 11月29日
西日本一方實施時間表修正。
新幹線
東海道、山陽新幹線中，500系開始駛入東京站。「跳過名古屋」而聞名的「希望301號」（往新大阪）與後續「希望1號」（往博多）整合（於東京站的出發時間提早至早上6時，並停新橫濱站），使「希望301號」廢止。於新橫濱站停站的「希望」由3班增加至16班。另外，「光」引入300系以提升速度。而新岩國站與東廣島站成為「光」的通過站。
在來線
來往東京站，九州方向臥鋪特急的運行區間縮短。當中，「隼」縮短至來往熊本站，「富士」縮短至來往大分站。
在1995年7月發生豪雨（7.11水災）而不能通行的大糸線中，南小谷站至小瀧站之間重開，大糸線於同日全線再開。
在岡山地區中，新設來往岡山站至鳥取站之間，經智頭急行線的特急「因幡」。途經津山線、因美線的急行「砂丘」廢止。同時，津山線大部分快速變更為「壽」，剩下1往返班次行走急行「津山」（使用半車廂為綠色車廂的Kiroha28於2003年廢止）。
廣島地區中，藝備線尾班車延遲至晚上11時，使尾班「希望」可轉乘藝備線尾班車前往志和口站。

## 1998年（平成10年）

### 3月14日
實施西日本、四國時間表修正。
東日本
在京濱東北線、根岸線中，更換209系的工程完成。
橫濱線快速加停相模原站。
武藏野線東松戶站、常磐線常陸野牛久站、東北本線（盛岡地區）紫波中央站啟用。
中央本線中，由於在前年10月發生大月站列車相撞事故使E351系受損，其替代編成在製造新車前設有暫時措置。當中，特急「超級梓」的2往返班次使用183、189系運行並改名為「梓」（編號不變。為E351系「超級梓」運輸日）。
西日本
JR神戶線中，隨著明石海峽大橋啟用，舞子站成為快速停車站（只限使用電車線的快速列車），所有外側快速均停西之宮站（現時為西宮站）。在早上2班從大阪出發前往姬路方向行的快速列車改從野洲出發（在京都站起為快速列車：在早上4時時段一直設有列車前往京都方向，在早上5時時段新設班次）。在星期六及假日晚上10時時段增加1班新快速。
增加直通至播州赤穗站的新快速班次，赤穗線每日都會有223系行駛。另外，在平日中午前，增加1往返班次，在大部分時段設有2班。
播但線姬路站至寺前站間電氣化，在早上和黃昏增加班次。電氣化區間使用103系的改造車輛（3500番台）。
JR寶塚線延遲尾班車，尾班車由前往寶塚延長至新三田。東西線的尾班車由前往尼崎延長至寶塚。
在草津線中，晚上於貴生川站折返的班次延長至柘植站。
大和路線中，久寶寺站兩方向均可互相轉乘。在晚上增加區間快速班次。直通至和歌山線的1班區間快速改為前行五條，使和歌山線的221系不再駛入和歌山站。
關空特急「遙」加停日根野站。
四國
高德線中，部分特急「渦潮」由使用2000系柴油列車改用改良型號通稱「N2000系」，並以130km/h運行。同時的橘鎮站啟用。
德島線中，特急「劍山」部分班次直通至牟岐線。而急行「吉野川」的車輛改用特急型車輛KiHa185系柴油列車。

### 7月10日
由東海與西日本共同開發的臥鋪電動列車285系電動列車引入服務，行走特急「出雲」1往返班次與「瀨戶」，該車輛設有愛稱“日出特快”，因此列車愛稱中均改名為「日出出雲」和「日出瀨戶」。「日出出雲」由於運行車輛動力關係，由本來途經山陰本線改為途經伯備線。而使用客車的「出雲」1往返班次中，由來往濱田站縮短至出雲市站。使在JR四國內使用客車的定期旅客列車消失。

### 10月3日
西日本實施時間表條正。
新幹線
更多「希望」使用500系。
在來線
JR神戶線中，日間來往須磨站折返的普通列車延長並統一來往西明石站。使大阪站至西明石站之間各站每小時最少設有8班以上列車停站。在毎日早上時段設有於大久保站折返的普通列車。改善琵琶湖線車站的轉乘情況。在JR寶塚線中，從吹田出發的列車改從高槻站出發，來往新大阪站的班次延長至來往高槻站。學研都市線中，從長尾出發前往京橋的列車延長至塚口。
阪和線中，223系付屬2卡編成的連結位置由大阪一方改為關西機場一方。加設於天王寺出發於大阪環狀線上運行一圈的關空快速班次。
在廣島地區中，延遲可部線的尾班車。在藝備線中，急行「帝釋」的時間表提早，使可以轉乘廣島站的「希望」。

### 12月8日
北海道、東日本實施時間表修正。
增備Kiha283系。在「大空」1往往班次改為「超級大空」，「北斗」1往返班次改為「超級北斗」。
秋田新幹線「小町」所使用的E3系，由5卡編成增至6卡編成。
赤羽站附近的高架化工程完成，東北貨物線（現時為湘南新宿線行走的其中一段路線）成為雙線鐵路。宇都宮線、高崎線實施時間表修正。兩線中，早上上行增加1班班次前往池袋，該列車在到達池袋站後，使用前往新宿的同一個月台，以便轉乘。同時在「成田特快」中，3班前往成田機場的班次延長至從大宮出發，另外2班的終點站延長至大宮。
中央·總武線各站停車中，209系500番台投入服務。
常磐線中，隨著增備E653系，使用485系運行「常陸」均變為使用E653系運行「新鮮常陸」。因此，來往上野站的485系定期特急列車消失。「清爽常陸」、「Home Town常陸」的愛稱廢止，「回家快車土浦」廢止。
大糸線中，E127系100番台投入服務。
特急「白鷹」在北北線內的最高速度起升至150km/h。

## 1999年（平成11年）

### 2月7日
西日本（廣島地區）實施時間表修正。
吳線水尻站、狩留賀濱站啟用，川原石站遷移並新設列車交會設備，增強運送力。同時，本來只在日間行走的快速列車增設於繁忙時間行走，使吳站以東至廣島站以西的所需時間縮短。

### 3月13日
各地實施時間表修正。
東海道・山陽新幹線
700系開始引入服務。厚狹站加設新幹線月台，該新幹線車站只有「回聲」停站。
東日本
隨著山形新幹線延長至新庄站的工程進行中，奧羽本線在山形新幹線延伸路線山形站至新庄站之間暫停服務，開設替代巴士服務。同時特急「駒草」和快速「月山」廢止。
磐越西線中，本來在新潟縣內靜態保存的C57 180復原，並開始運行來往會津若松站至新潟站之間的快速「SL磐越物語號」，主要在日本黃金周與聖誕節的星期六及假日運行。
昨天3月12日，兩毛線的前橋大島站啟用。
西日本
加古川線的時間表調整，使班次間隔較均等。
山陰本線中，於1993年3月18日時間表修正中從神西站改名為出雲大社口站，在這些修正中再改名為出雲神西站。
四國
德島線急行「吉野川」整合至特急「劍山」，使四國內所有急行列車廢止（在JR6間旅客鐵路分司中為首間）。高德線的特急「渦潮」不再直通至牟岐線。牟岐線中，新設直通至高德線或德島線的特急「室戶」。另外，「Marine Liner」在下午3時以後前往高松的班次均停妹尾站。
九州
在佐世保站至長崎站之間新設日本首列以人名命名的特急列車「西博爾德」。來往博多站至熊本站之間的「有明」增加班次，使日間該特急每小時設有3班。來往博多站至大分站之間的「音速」提速，最快的班次只需1小時59分。

### 4月1日
西日本中，隨著日本環球影城（USJ）興建中，櫻島線安治川口站至櫻島站之間的走線變更，並實施時間表修正。該區間的營業距離增加0.1公里。

### 5月10日
西日本的都市網絡實施時間表修正。
更多223系2000番台投入服務，新快速於早上繁忙時間的最高時速提升至130km/h。該時段中需待避的車站增加御着站、土山站和大久保站。外側快速不再使用113系運行。於安土出發的新快速班次中，直至草津站都是各站停車。
奈良線、湖西線均延遲尾班車，以方轉讓新快速轉乘以上兩線尾班車。
櫻島線再沒有班次來往京橋站，縮短編成並增加班次。
學研都市線中新設區間快速。在日間來往京橋站至四條畷站之間的班次改以4卡編成。
阪和線中，新設直通至大阪環狀線的纪州路快速，該列車與關空快速於日根野站進行結併與分離列車。同時，「關空特快翼」廢止，而「關空快速」不再設有班次編號。三國丘站成為快速（包括關空快速、紀州路快速和B快速）停車站（同時，來往天王寺站至鳳站之間由「區間快速」變更為「快速」）。紀伊站和六十谷站成為快速（包含紀州路快速）停車站。隨著運行形態變更，由7抽223系（0番台）2卡編成、9抽6卡編成改為9抽3卡編成和9抽5卡編成，由於車頭不足，因此4架223系2500番台投入服務。
紀國線（紀勢本線）來往御坊站與來往紀伊田邊站的班次互相出發。

### 7月2日
九州中，鹿兒島本線枝光站至八幡站之間的走線變更，新路線中太空世界站啟用。在走線變更後該區間的營業距離縮知1.0公里，而並行的山陽新幹線小倉站至博多站之間的營業距離也同樣縮短。

### 7月16日
來往上野站至札幌站之間的臥鋪特急「仙后座」開始運行。取而代之臥鋪特急「北斗星」的3往返班次中的1往返班次變為臨時列車。

### 10月1日
九州實施時間表修正。
隨著豐肥本線熊本站至肥後大津站之間電氣化，特急「有明」再次駛入豐肥本線。熊本、大分地區開始加設一人控制班次與815系電車引入服務。

### 10月2日
東海、西日本實施時間表修正。
新幹線
東海道、山陽新幹線中，使用300系來往博多站的「希望」均改用700系。100系X編成不再行走新幹線所有班次。
在來線
隨著舞鶴線電氣化，新設來往京都站至東舞鶴站的特急「舞鶴」，而柴油列車急行「若狹」升級為快速，列車愛稱廢止。特急列車進行大幅重組，「丹後探索者」改為來往新大阪站，「丹後發現」改為來往京都站，同時不會與「北近畿」結併。「高貴鳥取」、「高貴北近畿」均廢止。
夜行急行「大山」的使用車輛中，由客車（12系座位車 + 14系B臥鋪車）改為KiHa65形柴油列車（高貴類型）。
增加1班新快速運行130km/h。在日間從大阪出發的JR寶塚線快速，出發時間進行變更。紀國線中，從新大阪單向前往新宮的尾班夜行列車（通稱・太公望列車）縮短至前往紀伊田邊。

### 12月4日
主要為東日本、東海實施時間表修正。
新幹線
山形新幹線山形站至新庄站之間開業，E3系1000番台投入服務。
東北新幹線增備E2系，使「山彥」提速。特別在「小町」與「山彥」的所有班次中，「山彥」均使用E2系。
東日本（在來線）
由於改軌距工程，從同年3月13日起暫停服務及使用巴士代行的奧羽本線山形站至新庄站之間重開，除新幹線班次外只有普通列車運行。701系5500番台投入服務，與719系5000番台共同行走奧羽本線。而「山形線」愛稱從福島站至山形站之間擴展至福島站至新庄站之間。山形線櫻桃東根站啟用，楯岡站改名為村山站。蟹澤站同日廢止。
連接新庄站的陸羽西線、陸羽東線所有列車均改用KiHa110系。陸羽西線設有別名「奧之細道最上川線」，陸羽東線也設有別名「奧之細道湯煙線」。陸羽東線中3個車站改名，而快速「出湯」改名為「湯煙」。
新設奧羽本線來往新庄站至秋田站之間，使用701系電動列車運行的快速「駒草」，共設有3往返班次。
磐越西線中，包含Kuroha455-1的455系S40編成不再行走。所有快速「磐梯」所有列車均只有一種車等（只有普通車自由席）。
北上線中，快速「北上」降級為普通列車，該列車愛稱廢止。
總武線快速、橫須賀線中，所有班次均更換至E217系，以提升列車速度。
橫濱線中，由於更新地面設備，各站的通過速度制限解除，增加快速列車班次，而所需時間也縮短。
常磐線各站停車、地下鐵千代田線中，千代田線的ATC翻新工程完成，209系1000番台投入服務，在繁忙時間增加班次。
東海（在來線）
來往大阪站至飛驒古川站之間的急行「高山」升級至特急「飛驒」（並與名古屋站出發的班次（當時為3號和14號）於岐阜站結併和分離車廂），使「飛驒」的定期班次中，由8往返班次增加至10往返班次。名鐵直通至高山本線的特急「北阿爾卑斯」於美濃太田站至高山站之間與飛驒7號和18號結併運行。
急行「春日」的使用車輛方面，由KiHa58、65形改用KiHa75形，上行前往名古屋的班次延遲約40分鐘，使增加在奈良的停留時間。
名古屋近郊中，313系投入服務，同時增備KiHa75形。使名古屋地區的在來線中實施大規模修正。東海道本線的快速班次提速，新設特別快速，並增加直通武豐線的快速列車班次。快速列車於岐阜站至大垣站之間新增中途停車站：西岐阜站、穗積站。同時，大部分普通列車設岐阜站折返。大垣站至米原站之間每小時增加2班列車。中央本線增設收費指定席快速「中央快車」。由於新型車輛投入服務，使JR東海的地方路線之一人控制運行區間大幅增加（在名古屋地區中，包括武豐線、關西本線和中央本線中津川站以北區間）。
西日本（在來線）
姬新線和因美線於日間加設暫停服務時段。岡山地區的快速「太陽快車」改為一人控制。
九州
久大本線使用客車的普通列車消失
臥鋪列車
九州臥鋪特急削減服務，「櫻」來往佐世保站的編成廢止，並於鳥栖站與「隼」結併運行。

## 注腳
1. 1 2 3 4 5 6 7 8 9 10 11 12 13 14 15 16  データで見るJR西日本2012 （页面存档备份，存于）（西日本旅客鐵道）P.80-81
2. 1 2 3 4  『特急10年』 39頁
3. 1 2 3 4 5 6 7 8 9 10  『特急10年』 40-46頁
4. 1 2 3 4 5  『特急10年』 47-48頁
5. 1 2 3 4 5 6 7 8 9 10 11 12  『特急10年』 49-53頁
6. 1 2 3 4 5 6  『特急10年』 53-54頁
7. 1 2 3 4 5 6 7  データで見るJR西日本2012 （页面存档备份，存于）（西日本旅客鐵道）P.82
8. ↑  『特急10年』 54頁
9. ↑  『特急10年』 55-56頁
10. ↑  『特急10年』 57頁
11. 1 2 3 4 5 6 7 8  『特急10年』 57-62頁
12. 1 2 3  『特急10年』 63-64頁
13. ↑  『特急10年』 62-63頁
14. 1 2 3 4 5 6  『特急10年』 64-65頁
15. 1 2 3  『特急10年』 65頁
16. 1 2 3  『特急10年』 66頁
17. 1 2 3 4 5 6 7 8 9  『特急10年』 67-71頁
18. 1 2 3 4 5  『特急10年』 71-74頁
19. 1 2 3 4 5  『特急10年』 74-76頁
20. ↑  『特急10年』 776頁
21. ↑  『特急10年』 78頁
22. 1 2 3 4 5 6 7 8 9  『特急10年』 79-85頁
23. 1 2  『特急10年』 86-87頁
24. 1 2 3 4 5  『特急10年』 87頁
25. 1 2 3 4 5 6 7  『特急10年』 88-91頁
26. 1 2 3 4 5  『特急10年』 92-93頁
27. 1 2 3  『特急10年』 93-95頁
28. 1 2  『特急10年』 95頁
29. 1 2 3  『特急10年』 96-97頁
30. 1 2 3 4 5 6 7 8  『特急10年』 98-106頁
31. ↑  弘濟出版社「JR時間表」1994年12月號時間表修正概要頁
32. 1 2  『特急10年』 106-107頁
33. 1 2 3 4 5  『特急10年』 107-112頁
34. 1 2  『特急10年』 115-116頁
35. 1 2 3 4  『特急10年』 117-121頁
36. 1 2 3 4 5 6 7 8 9 10 11 12 13  『特急10年』 123-130頁
37. 1 2 3 4  『特急10年』 130-131頁
38. 1 2 3 4  『特急10年』 132-133頁
39. 1 2 3  『特急10年』 133頁
40. 1 2 3  『特急10年』 135-136頁
41. ↑  『特急10年』 137-139頁
42. 1 2 3 4 5 6 7 8 9 10 11 12 13  . 鐵道雜誌（日语：鉄道ジャーナル） (鐵道雜誌社（日语：鉄道ジャーナル社）). 1997-03, 31 (3): 84–90.
43. 1 2  『特急10年』 139-147頁
44. 1 2 3 4 5 6 7 8  . 鐵道雜誌（日语：鉄道ジャーナル） (鉄鐵道雜誌社（日语：鉄道ジャーナル社）). 1999-02, 33 (2).92、94-95頁
45. 1 2 3 4 5 6 7 8 9 10 11 12  . 鐵道雜誌 (鐵道雜誌社). 1999-04, 33 (4): 78–79.